# Антоновка (Орловская область)
Антоновка — деревня в Троснянском районе Орловской области. Входит в состав Жерновецкого сельского поселения. Население — 98 чел. (2010).

## География
Антоновка находится в юго-восточной части области на Среднерусской возвышенности.
Часовой пояс
деревня Антоновка, как и вся Орловская область, находится в часовой зоне МСК (московское время). Смещение применяемого времени относительно UTC составляет +3:00.

## Население
| 2002 | 2010 |
| ---- | ---- |
| 140  | ↘98  |

Национальный состав
Согласно результатам переписи 2002 года, в национальной структуре населения русские составляли 99 % от общей численности населения в  140 жителей